# シュリアノス
シュリアノス（古希: Συριανός 英: Syrianus, 437年没）は、東ローマ帝国初期・古代末期の哲学者。新プラトン主義者。アテナイのアカデメイアの学頭であり、アテナイのプルタルコスの次代、プロクロスの先代にあたる。

## 人物
アレクサンドリア出身。同地で修辞学と哲学を学んだ後、何らかの経緯でアテナイに移住した。時代背景として、415年にヒュパティアの殺害、425年にテオドシウス2世と皇后エウドキアのキリスト教徒夫妻によるコンスタンティノープル大学の設立があったが、シュリアノスは異教の学問を続けていた。
430年プロクロスがアテナイに移住してきた際に迎え入れ、師のプルタルコスに引き合わせた。432年ごろプルタルコスが没すると学頭を継承し、437年自身が没するまで務めた。学頭在任中、プロクロスに「小秘儀」としてアリストテレスの全著作を、「大秘儀」としてプラトンの全著作を教授した。プロクロスが没した際はシュリアノスと同じリュカベットス山麓の墓所に埋葬された。
アンモニオスの父ヘルメイアスと母アイデシアは、それぞれ弟子と親戚にあたる。
ダマスキオスの『イシドロス伝』によれば、容姿学識ともに優れた人物だった。

## 著作
以下の著作が現存する。
- アリストテレス『形而上学』註解[2]
- 修辞学者タルソスのヘルモゲネス（英語版）の著作の註解（著者は「ソフィストのシュリアノス」とされる）[2]
- プラトン『パイドロス』講義（ヘルメイアス（英語版）の著作を通じて伝わる）[2]

他にもアリストテレスやプラトンの諸著作の註解があったが散逸した。